# Somerset County Cricket Club en 2009
Club de Críquet del Condado Somerset compitió en cuatro competencias locales durante la temporada 2009 de críquet inglés: la primera división del Campeonato del Condado, el Trofeo Amigos Provident, la primera división de la Liga  NatWest Pro40 y la Copa Veinte20. A través de su rendimiento en la Copa Veinte20, el equipo cualificó para la Liga de Campeones Veinte20. Disfrutaron una temporada exitosa, pero quedaron cortos de ganar cualquier competencia, incitando el director de Críquet Brian Rose a decir "hemos tenido bastante de ser los "ya merito" del criquet."
Participaciones concistentes en el Campeonato del Condado ayudaron a Somerset a permanecer con aspiraciones al título en la competencia hasta las últimas semanas de la temporada, pero el "picheo" a modo del bateador en propio campo, el Campo del Condado, Taunton, significó que el condado terminó con demasiados empates para reclamar su primer título de Campeonato. La consistencia fue también clave para el éxito del Somerset  en un día de críquet, donde fueron inbatibles en la etapa de grupos del torneo Trofeo Amigos Provident, pero fue eliminado en la primera ronda de eliminación directa, y sucumbió ante los subcampeones por un punto en el NatWest Pro40. En la Copa Veinte20, Somerset quedó superado por los finalistas. Esto significó que calificaron para la Liga de Campeones Veinte20, donde accedieron a la segunda etapa de grupos de la competencia. Incapaces de ganar cualquier partido en aquella fase de la competencia, dio como resultado su eliminación.
Somerset Fue capitaneado por tercera temporada consecutiva por su jugador de importación australiano, Justin Langer, quién anunció durante la temporada que sería su última con Somerset. Marcus Trescothick encabezó las listas de bateo nacionales, puntuando casi 3,000 carreras en todas las competencias en 2009; como resultado, fue nombrado por la Asociación de Profesionales del Críquet, [ Profesional Cricketers' Asociación (PCA)] Jugador del Año y el Jugador Más Valioso del Año de la PCA .

## De fondo
1. ↑  Foot, David (2010). «Somerset in 2009».  En Berry, Scyld, ed. Wisden Cricketer's Almanack 2010 (147 edición). Alton, Hampshire: John Wisden & Co. Ltd. pp. 742-43. ISBN 978-1-4081-2466-6.

- Datos: Q7559852